# George Pastushok
George Alexander Pastushok (Brooklyn, 13 luglio 1922 – Charlotte, 12 dicembre 2003) è stato un cestista statunitense, professionista nella BAA e nella ABL.